# Centro Público de Educación Especial María Soriano
El Centro Público de Educación Especial “María Soriano”, Premio Reina Sofía de Rehabilitación 1989, es el heredero directo de una serie de instituciones que desde 1887 han prestado su atención a personas con discapacidad motora.

## Descripción
En su orígenes y hasta el año 2010 estuvo situado en el entorno de la “Finca Vista Alegre” y ocupando el antiguo palacio de verano del Marqués de Salamanca, a través de sus más de cien años de existencia, el actual Centro Público de Educación Especial María Soriano (CPEEMS) situado  en la Avenida de la Peseta ha conocido diversas denominaciones y permanecido bajo la dependencia de distintos organismos oficiales, en consonancia con los cometidos encomendados por la Administración; estando hoy adscrito a la Consejería de Educación de la Comunidad de Madrid, con la misión de atender las necesidades educativas especiales (nees) de alumnos afectados por deficiencia motórica, de la Comunidad de Madrid.
Desde su fundación ha ido adaptando su funcionamiento a las necesidades que en cada momento histórico le ha ido demandando la sociedad, manteniendo siempre como rasgo común su dedicación a las personas con discapacidad motora.

## Actualidad

### Centro Público de Educación Especial María Soriano (CPEEMS)
El actual CPEEMS se configura como una institución destinada a atender las n.e.e.s. de alumnos plurideficientes con discapacidad  cognitiva, motora y otras asociadas asistiendo a una población comprendida entre los tres y veintiún años, tanto en régimen de internado (residentes) como externado, procedentes de Madrid capital y de la comunidad autónoma. Sus notas distintivas son:
- Atiende tan solo a alumnos con discapacidad cognitiva y motora ycon otra/as asociadas.
- Está dotado de una Residencia para alumnos.
- Cuenta con multitud de servicios del ámbito médico y de rehabilitación.

Como consecuencia de lo anterior está dotado con una gran variedad de recursos humanos y materiales:
a) Escolar:
Unidades escolares de:
- Educación Infantil Especial (EIE).
- Educación Básica Obligatoria (EBO).
- Programa de Formación para la Transición a la Vida Adulta (PFTVA).

Atendidas por maestros de Pedagogía Terapéutica (Tutores) y otros profesores especialistas de Audición y Lenguaje, Ed. Física, Ed. Musical, Orientador, Servicios a la Comunidad (Trabajo Social).que atienden a los alumnos de las tres etapas educativas EIE – EBO – PFTVA.
b) Residencial:
Residencia para 30 alumnos, para atender a los alumnos residentes, fuera del horario escolar. Está dotada de su propio personal especializado como Jefe de Residencia, Educadores y Técnicos Especialistas III.
c) Médico-Rehabilitador:
La atención tanto médico-sanitaria como rehabilitadora de todo el alumnado es llevada a cabo por los médicos, médico-rehabilitador, graduados en enfermería, auxiliares de enfermería, fisioterapeutas y terapeutas ocupacionales. 
d) Administración y servicios: 
El centro cuenta con servicios administrativos, conserjería, comedor, vigilancia nocturna, mantenimiento y transporte. 
Para poder prestar todos estos servicios el centro, dispone de amplias instalaciones, que están bien adaptadas y carecen de barreras arquitectónicas. Entre sus dependencias se encuentran aulas, aseos, tutorías, Sala de Estimulación Multisensorial, Aula de informática, dormitorios, baños, comedores, salas de juegos, consultas, control de enfermería, habitaciones de encamados, habitación de “aislamiento”, sala de curas, sala de fisioterapia, sala de terapia ocupacional, administración, cocina, almacenes, patios de recreo, jardines, etc…

## Etapas

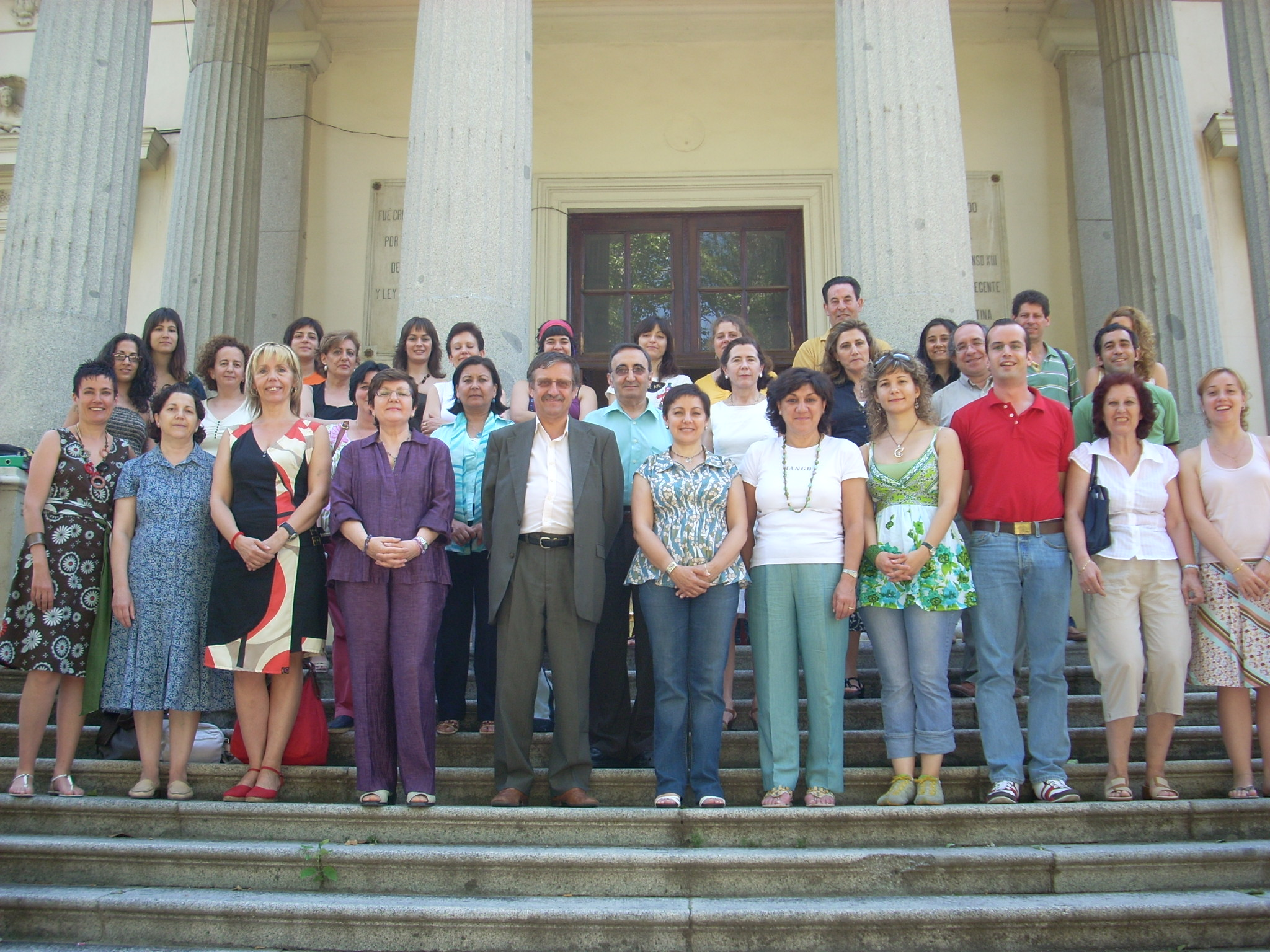
Claustro de Maestros de 2008.

### 1. Asilo de Inválidos del Trabajo (AIT)
Se inauguró en 1889 “destinado a albergar a obreros solteros, o viudos, sin hijos menores de edad, que por un accidente desgraciado hayan quedado absolutamente inválidos para el trabajo”, tenía por tanto carácter benéfico, sirviendo de residencia a inválidos adultos, pero sin componentes rehabilitadotes ni educativos.

### 2. Instituto de Reeducación Profesional de Inválidos del Trabajo (IRPIT)
Se creó en 1922 con la finalidad de:
- Readaptación funcional de los inválidos del trabajo
- Su reeducación, que debía ser precedida de una cuidadosa investigación de sus aptitudes.
- Tutela social de los reeducandos.

Para ello se estructuró en tres secciones:
- Médica:  Dedicada a las consultas públicas gratuitas y a las intervenciones quirúrgicas y demás necesidades requeridas por los inválidos
- Técnica:  Con las misiones de Orientación Profesional, Escuela de Reeducación, Talleres y explotaciones agrícolas.
- Administrativa: Funciones burocráticas, dotada Director, contables y auxiliares.

Los alumnos eran distintos de los del Asilo y podían ser internos, y externos.
El periodo comprendido entre 1924 y 1928 puede considerarse como el de máximo prestigio pues además de los logros alcanzados en la rehabilitación de los inválidos y la preparación de sus profesionales, se alcanzó un sólido prestigio internacional, se editaron numerosos trabajos científicos, se mantuvieron intercambios con las revistas más importantes del momento, todo ello gracias a la labor del Dr. Oller y de su grupo de colaboradores.

### 3. Instituto de Reeducación Profesional (IRP)
Surgió como un intento de unificar la dirección del Asilo con la del IRPIT, mediante la creación de un Patronato único y la fusión de las dos entidades en una con plena personalidad jurídica, patrimonio propio y finalidad común. En 1931 pasó a depender del Ministerio de Instrucción Pública y Bellas Artes.

### 4. Instituto Nacional de Reeducación de Inválidos (INRI)
4.1 A fin de orientar al I.R.P. hacia objetivos nuevos más amplios que abarcasen la reeducación de inválidos de todo orden, es decir, a las víctimas de enfermedades congénitas o no, o la de los accidentes ; se reestructura y se le concibe como «clínica, residencia eventual y escuela de recuperación de lisiados, baldados, paralíticos, tullidos, deformes» sin distinción de sexo y edad. Al mismo tiempo se cambió de denominación por la de Instituto Nacional de Reeducación de Inválidos (I.N.R.I.) 
El Instituto se define como una entidad benéfico docente de carácter predominante médico, regida y administrada por un Consejo de Patronado auxiliado por un Comité Ejecutivo, aunque ahora aparece, además, la figura del Director como responsable de todos los servicios del Instituto cargo para el que fue asignado D. Manuel Bastos Ansart.
El acceso se realizaba a petición de los solicitantes a los cuales realizaban un examen previo los servicios médicos a cuyo juicio quedaba «la determinación de la necesidad del ingreso en cada caso particular».
Una vez admitidos podían ser asistidos en régimen de internado o externado según «la conveniencia de la recuperación del inválido» pudiendo pasar de una situación a la otra cuando «las circunstancias especiales de cada caso permitan y aconsejen la continuidad del tratamiento en alguna de las dependencias del mismo» 
Las prestaciones tenían carácter gratuito para los que acreditasen su falta de recursos económicos, y de pago para los pudientes, siendo el trato y el tipo de prestaciones idénticos para ambos.
Una vez puesta en funcionamiento las reformas, tanto estatuarias como de las instalaciones el Instituto desarrolló plenamente sus cometidos. Así hasta julio de 1936 fueron vistos en el consultorio 3.832 enfermos, se operaron 778, recibieron tratamiento de fisioterapia 1.532, se escayolaron 738, se trataron en ambulatorio 1.593 y se construyeron 158 prótesis entre otras acciones. En la Escuela asistieron 308 niños a la clase de párvulos, 148 adultos a las de iniciación profesional y todos los que pudieron abandonar la cama y no asistieron a las anteriores pasaron por la de cultura general. Por los distintos talleres pasaron 325 reeducandos, siendo los más solicitados los de zapatería (25 %), sastrería (20 %) y mecanografía..
Desde el comienzo de la Guerra Civil y hasta 1940, dejó de funcionar, reabriéndose en 1940, pero únicamente la Sección Médica.
4.2 La Ley de Formación Profesional Industrial de 1955 confirió al I.N.R.I. la misión de dar «Asistencia y tratamiento médico a los inválidos procedentes de la Industria y de modo especial, la adaptación profesional de los adolescentes y la readaptación de los adultos». El cumplimiento de este cometido va a suponer una transformación de la Institución que adquiere un pleno carácter docente-profesional. Así a partir de 1958 se reglamentó el «aspecto docente del Centro señalando a estas actividades un destacado lugar dentro de sus tareas, de modo que se le pueda considerar como dedicado a cursar enseñanzas profesionales por alumnos inválidos. A tal efecto y mediante convocatorias anuales realizadas entre los inválidos adolescentes del aparato locomotor, se verificase la adjudicación de las plazas de alumnos internos con el fin de facilitar no solamente el tratamiento médico quirúrgico adecuado y necesario para mejorar su invalidez, sino también dotándole de un carácter destacadamente docente y formativo, atender a la formación pedagógica y profesional mediante los necesarios estudios aprobados en los planes de. Iniciación Profesional Industrial».
A partir de este momento la mayoría de los alumnos está comprendida entre los 12 y 16 años de edad, siendo la condición exigida para su ingreso, la de padecer una enfermedad del aparato locomotor que perturbe la normal formación pedagógica y profesional del adolescente, sin afectar a sus facultades mentales, siendo un mérito preferente la posesión del Certificado de Estudios primarios.
La parte médica se encargó de la rehabilitación somática, alcanzando los tratamientos quirúrgicos una gran relevancia; dichos tratamientos eran precedidos y después complementados con una metódica e intensiva práctica de rehabilitación en la Sala de Fisioterapia y Terapia ocupacional.
4.3 Desde finales de los años setenta, del pasado siglo, la demanda educativa había ido aumentando progresivamente, al mismo tiempo una mayor oferta de asistencia Sanitario-social, en condiciones más adecuadas, había ido restando campos de actuación al INRI en sus aspectos médicos, por lo que era necesario reestructurar la institución para adecuarla a las nuevas necesidades. Se inició un periodo de reflexión sobre el funcionamiento y futuro del centro que pasó a tener una dirección del ámbito docente y después de barajarse varias posibilidades, entre ellas el cierre, en 1987 se transformó en Centro de Educación Especial.

### 5. Centro Público de Educación Especial de Reeducación de Inválidos (CPEERI)
El INRI quedó convertido en un Centro Específico de Educación Especial de carácter ordinario y por lo tanto había de organizarse como los demás de estas características, debido a ello partir del curso 1987 se le dotó de los correspondientes Órganos de Gobierno previstos en la normativa de los centros docentes de la época reguladas por la Ley Orgánica Reguladora del Derecho a la Educación (LODE):
- Unipersonales: Director, Jefe de Estudios y Secretario.
- Colegiados:  Consejo Escolar, Claustro de Profesores y Equipo Directivo.

Además por sus características especiales en este Colegio contaba con otros órganos como:
1. Jefe de Internado: Su misión primordial era la organización y supervisión de las actividades propias de la Residencia de los alumnos internos.
2. Jefe de Administración: Encargado de los aspectos administrativos que en este centro por su especial complejidad requieren una persona experta en administración.
3. Coordinador del Servicio Médico-rehabilitador Esta misión era desempeña uno de los médicos que organizaba todos los aspectos relacionados con la atención sanitaria y rehabilitadora.

### 6. Centro Público de Educación Especial María Soriano (CPEEMS)
En el año 2006 se solicitó el cambio de denominación del centro ya que, por una parte los términos reeducación e inválidos tienen en la actualidad un carácter poco adecuados para un Centro educativo, y por otra al haberse aprobado la construcción de unas nuevas instalaciones se ha querido iniciar la nueva andadura con una denominación más acorde con la realidad actual de un centro de educación especial en el siglo XXI.
En enero de 2010 el centro se trasladó a las nuevas, modernas y adaptadas instalaciones en la Avenida de la Peseta,30.